# Pseudoeurycea rex
Pseudoeurycea rex és una espècie d'amfibi urodel (salamandres) de la família Plethodontidae.
Habita principalment a Guatemala i Mèxic (al volcà Tacaná, la seva distribució s'estén fins al costat mexicà de la frontera entre Guatemala i Mèxic). Els seus hàbitats naturals inclouen montans humits, prades tropicals o subtropicals a gran altitud i zones prèviament boscoses ara degradades.
Està amenaçada d'extinció a causa de la destrucció del seu hàbitat.

## Descripció
Els mascles poden assolir els 89 mm i les femelles 90 mm de llargada total; la cua ocupa una mica més de la meitat de la longitud total. El cap és clarament ovalat. La cua és circular de secció transversal i estreta a la base. Les extremitats estan ben desenvolupades. Tant els dits de les mans com els dels peus tenen una cinta basal. El cos és de color gris rosat a la part superior, ombrejant-se en gris als costats del cos i la cua. La cua té una mica de marbre blanc i és de color gris clar per sota. La gola té un marbre blanc, i la superfície superior del musell també té una mica de marbre lleuger.

## Hàbitat i conservació
Pseudoeurycea rex es troba als boscos temperats de coníferes, i per sobre de la línia d'arbres en comunitats obertes de gramínies; el seu rang altitudinal és de 2.450 a 4.000 m sobre el nivell del mar, tot i que es troba principalment per sobre dels 2.800 m. Pot sobreviure en boscos degradats. El desenvolupament és directe, sense fase larvària de vida lliure. Els tipus es van recollir de sota els troncs.
Pseudoeurycea rex solia ser la salamandra guatemalteca més abundant que podia assolir densitats molt altes, però ha disminuït dràsticament i ara és extremadament rara. Es desconeixen els motius d'aquest dramàtic descens. Està amenaçat per la pèrdua d'hàbitat causada pel pasturatge excessiu del bestiar, la tala de boscos i els assentaments humans. La seva distribució se solapa amb diverses àrees protegides.